# Sonic Shuffle
Sonic Shuffle (ソニックシャッフル?, Sonikku Shaffuru) è un videogioco avventura/party, sviluppato da Sonic Team in collaborazione con Hudson Soft, pubblicato da SEGA in Nord America e Giappone nel 2000, e in Europa nel 2001, in esclusiva per Dreamcast.
Sonic Shuffle è il primo gioco party della serie 3D di Sonic the Hedgehog con visuale in prospettiva dall'alto e i protagonisti in cel-shading, nonché il primo importante spin-off della serie, è anche un pioniere del multiplayer asimmetrico, ovvero 1vs3.
Cronologicamente, gli eventi del gioco avvengono in un periodo più o meno attorno alle vicende di Sonic Adventure e Sonic Adventure 2.

## Trama
Sonic e amici si ritrovano in una dimensione onirica chiamata MaginariWorld, in aiuto di Lumina fata guardiana di questa dimensione che esiste grazie la potere della pietra PreciouStone che rilascia influenza positiva nei sogni delle creature, persone in tutti gli universi, questa viene contaminata dall'energia negativa di Void, antagonista che frammenta la pietra in varie parti, oltre lui anche Eggman ha valutato il potere dei frammenti del PreciouStone e se ne vuole impossessare per trarre fonte energetica per i suoi piani malefici.

## Personaggi
I 5 personaggi principali presenti in Sonic Adventure appaiono tutti durante la storia principale del gioco, assieme a loro saranno presenti anche due personaggi inediti, creati per il gioco stesso: 
Lumina e Void, questi rappresentano gli opposti, analogia simile si riscontra nello yin e yang. 
|               | Personaggio                      | Doppiatore originale | Doppiatore americano  |
| Giocabili     | Sonic the Hedgehog - Super Sonic | Jun'ichi Kanemaru    | Ryan Drummond         |
| Giocabili     | Miles "Tails" Prower             | Atsuki Murata        | Corey Bringas         |
| Giocabili     | Knuckles the Echidna             | Nobutoshi Canna      | Ryan Drummond         |
| Giocabili     | Amy Rose                         | Emi Motoi            | Jennifer Douillard    |
| Giocabili     | Big the Cat                      | Shun Yashiro         | Jon St. John          |
| Giocabili     | Chao                             | nessuno              | nessuno               |
| Giocabili     | E-102 Gamma                      | Jouji Nakata         | Steve Sheppard-Brodie |
| Non giocabili | Dr. Eggman                       | Chikao Ōtsuka        | Deem Bristow          |
| Non giocabili | Lumina Flowlight                 | Ikue Ōtani           | Elara Distler         |
| Non giocabili | Void                             | Urara Takano         | Lani Minella          |
| Non giocabili | Illumina                         | Yūko Minaguchi       | Elara Distler         |
| Non giocabili | NiGHTS                           | Ikue Ōtani           | Elara Distler         |

NiGHTS, appare solo annualmente giocando il 24 dicembre, sostituisce Lumina.

## Modalità di gioco
Il gioco si alterna in due fasi: 
1. Un percorso a turni simile al gioco dell'oca con bonus e malus piazzati su di esso, il giocatore si sposta giocando una delle 7 carte (anziché tirare i dadi) queste carte hanno un valore da 1 a 6, Special e altre di Eggman. I 5 livelli sono definiti Board, definizione usata nei Board Games.
Shuffle, da qui il nome del gioco, è la funzione di mescolare le proprie carte [premendo X] per evitare che un avversario rubi le carte migliori.
2. La modalità party è composta in vari mini giochi con prove abilità, come i tradizionali salto alla corda(Jump the Snake), un due tre stella(Stop and GO), altri fortuna, altri labirinti, situazioni con classifica finale in base agli anelli raccolti o perduti, tra le più iconiche c'è i salti in padella in Sonicooking; Over the Bridge ripropone il gameplay della zona speciale di Fickies' Island ecc.

Le diverse modalità party si possono classifica in partite:
- Individuali, ognuno per sé: Egg & the Chicken; Egg in Space; Frosty Rumble; Fun Fun Sonic; Great Escape; Jump the Snake; Over the Bridge; Number Jump; Over the Rainbow; Psychic Sonic; Shadow Tag; Sonic Gun Slinger; Sonic Live; Sonic Tag; Sonic Tank; Sonicola; Stop and Go; Thor's Hammer; Tractor Beam Tag; Twister; Zero G Snap Shot.
- A squadra 2vs2: Bomb Relay; Bucket-O-Rings; Shoddy Work; Sonic the Thief.
- Asimmetriche 1vs3: Bungee Jump; Eggbot's Attack!; Gargantua; Manic Maze; Sonic DJ; Sonicooking; Wrong Way Climb.

### Visual Memory Unit
Oltre l'ovvia funzione di salvataggio della partita; Le carte vengono visualizzate anche sul proprio gamepad per mezzo del display nella VMU (se disponibile), così in condizione di partite locali multigiocatore ognuno vede solo le proprie carte a disposizione.

## Accoglienza
Nonostante la diversità di gioco, restando fedele agli ambienti della serie e senza snaturare i relativi personaggi, ha ricevuto dalla stampa specializzata una valutazione mista, non superiore al 55% nell'aggragatore Metacritic.